# 品川シェルター
品川シェルター（しながわシェルター）とは、日本の木造住宅の耐震補強工法の一つ。

## 概要

### 背景
高度成長期に建築された一般の木造住宅は、耐震性が劣る場合が多い。しかし、改築や改修に関しては、所有者の負担や現行の建築基準法の基準を満たさなくなる等を理由に進んでいないのが現状である。 東京都品川区では、阪神・淡路大震災で問題となった地震時の圧死者を軽減する対策として、日本大学理工学部、建築業団体等と産官学の連携による住宅の補強工法の開発を進め、2008年に完成させた工法を品川シェルターと命名した。

## 特色
構造は、室内に木枠を巡らせ、一部屋だけ耐震性を向上させるものである。建物の構造や基礎に手を付けないことから、費用が安く工期が短い（2-3日程度）など住民の負担が少ないという特徴がある。 
震度7の横揺れにもつぶれない強度が確保されるため、居住者がシェルター内で就寝する、もしくは地震発生時に逃げ込むことができれば圧死を避けられる可能性は非常に高い。 

## 補助制度
品川区では、2009年度より補助制度を開始した。木造6畳間のモデルケースでは、約50万円の費用に対して約30万円の補助が行われる。